# Trofeo Federale 2005
Il Trofeo Federale 2005 è stato la 20ª edizione di tale competizione, e si è concluso con la vittoria del Tre Penne, al suo primo titolo.

## Risultati
- Semifinali - 13 settembre 2005

A)  Domagnano -  Tre Penne 2 - 3 d.t.s.
B)  Pennarossa -  Murata  1 - 0
- Finale - 19 settembre 2005

C)   Pennarossa -  Tre Penne 1 - 2